# Zizeeria serica
Zizeeria serica är en fjärilsart som beskrevs av Felder 1862. Zizeeria serica ingår i släktet Zizeeria och familjen juvelvingar. Inga underarter finns listade i Catalogue of Life.